# 怒髪天 増子直純兄ィのロックな労働相談室
怒髪天 増子直純兄ィのロックな労働相談室（どはつてん ますこなおずみ あにぃの ロックなろうどうそうだんしつ）は、NHKラジオ第1放送のトーク番組である。

## 概要
2012年4月29日より、毎月最終日曜の「wktkラヂオ学園」日曜第3部（23時台）で放送開始され、2013年4月27日以後は単独の番組として毎月最終土曜日20時台に移転した。
就職難に悩む若者や、職場の人間関係に悩むサラリーマンなどからの悩みや相談について、ロックバンド・怒髪天のボーカリストである増子直純が解決策を見出す。
2014年4月から「怒髪天・増子直純の月刊★ロック判定」にリニューアルされたため発展終了となった。

## 出演者
- パーソナリティ - 増子直純
- アシスタント
  - 2012年度：浅野真澄
  - 2013年度：丹下桜

## 放送日時
- 2012年度：毎月最終日曜日 23時10分から24時00分
原則。2012年7月はロンドンオリンピックのため1週前倒し、同9月は台風情報により休止。
- 2013年度：毎月最終土曜日 20時05分頃から20時55分
ただし10月26日は「NHKプロ野球日本シリーズ・楽天対巨人」の第6戦開催（日本製紙クリネックススタジアム宮城）に伴い、例外として11月3日の「とっておきラジオ」枠内（日曜16:05頃 - 16:55）に移動して放送した（なお雨天などの自然災害で日本シリーズが延期となった場合は10月26日のこの時間にも放送されることになっていたが、野球が予定通り実施されたため行われなかった）。